# 斯維尼察鄉

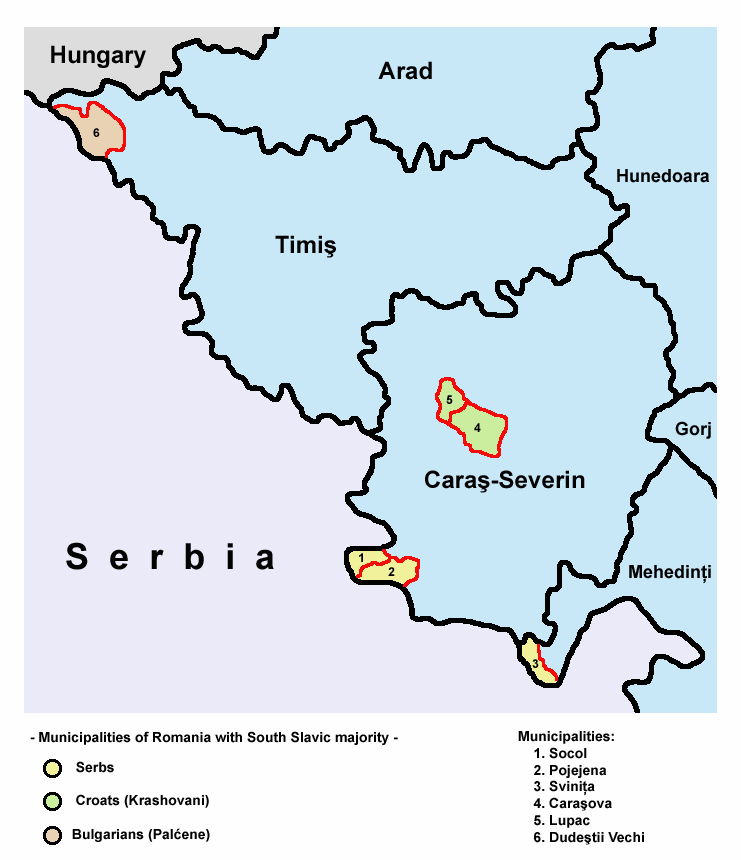

44°30′N 22°06′E / 44.500°N 22.100°E
斯維尼察鄉（羅馬尼亞語：Comuna Svinița, Mehedinți），是羅馬尼亞的鄉份，位於該國西南部，由梅赫丁茨縣負責管轄，面積76平方公里，海拔高度135米，2007年人口1,071，人口密度每平方公里14人。